# Trophée Jacques-Beauchamp
Le trophée Jacques-Beauchamp est une récompense décernée annuellement depuis 1982
par les journalistes sportifs de Montréal.
Le trophée, nommé en l’honneur de Jacques Beauchamp récompense un joueur des Canadiens de Montréal ayant joué un rôle déterminant dans les succès de l'équipe sans en retirer d'honneur particulier.